# Vadim Aleksandrovič Černobrov
Vadim Aleksandrovič Černobrov (in russo Вадим Александрович Чернобров; Oblast' di Volgograd, 1965 – 18 maggio 2017) è stato uno pseudoscienziato e ufologo russo, fondatore dell'organizzazione Kosmopoisk.
Rivendica la paternità delle grandi dispute in ambito accademico sullo sviluppo della tecnologia nel campo del viaggio nel tempo, grazie alle sue pretese scoperte e invenzioni, che gli hanno procurato una quantità di accuse sulla assenza di scientificità dei suoi sistemi, e anche vere e proprie accuse di truffa.

## Biografia
Černobrov è nato nel piccolo presidio di un aeroporto militare, nelle vicinanze della città di Volgograd, nel Caucaso, e dopo le scuole di base ha studiato presso l'Istituto Aeronautico di Mosca, dove studiò Ingegneria aerospaziale. Durante gli studi iniziò un progetto non ufficiale sulle anomalie temporali e sullo sviluppo di una fantascientifica macchina del tempo. Nel 1980 fu creato un piccolo gruppo di studenti, che in seguito crebbero in numero e importanza fino a creare il Kosmopoisk, il cui primo studio furono alcune segnalazioni anomale nella Russia centrale.
Scrisse diversi libri su eventi inspiegabili, accaduti in tutto il territorio della Federazione. Dichiarò anche di avere costruito con successo la prima "macchina del tempo", i cui primi schemi, a suo dire, sarebbero derivati dagli strumenti che progettò durante la tesi di laurea. La costruzione del primo prototipo, sempre a suo dire, sarebbe avvenuta all'interno di una base militare, e sarebbe passata sotto il nome di Lovondatr (Ловондатр). Il nome derivava dal fatto che, per agevolare la costruzione della sua macchina, dichiara che avrebbe detto ai militari di installare un apparecchio per allontanare i ratti muschiati, da cui una lovuška ondatr (trappola per i ratti muschiati).